# Kelshall
Kelshall är en ort och civil parish i Storbritannien.   Den ligger i grevskapet Hertfordshire och riksdelen England, i den sydöstra delen av landet, 60 km norr om huvudstaden London. Kelshall ligger 159 meter över havet och antalet invånare är 163.
Terrängen runt Kelshall är huvudsakligen platt. Kelshall ligger uppe på en höjd. Runt Kelshall är det tätbefolkat, med 286 invånare per kvadratkilometer. Närmaste större samhälle är Stevenage, 15,2 km sydväst om Kelshall. Trakten runt Kelshall består till största delen av jordbruksmark.